# Deanna Casaluce
Deanna Casaluce (ur. 7 lutego 1986) – kanadyjska aktorka pochodzenia włoskiego, znana przede wszystkim z serialu Degrassi: Nowe pokolenie.
Casaluce po raz pierwszy wystąpiła w serialu Degrassi: Nowe pokolenie w serii trzeciej w roli Alex Nuñez, choć początkowo starała się o role Ashley Kerwin i Paige Michalchuk. Od tamtej pory pojawiała się w serialu jako postać drugoplanowa, by dopiero w sezonie piątym stać się odtwórczynią jednej z głównych ról. Dwa lata później Deanna Casaluce oświadczyła, że seria siódma jest jej ostatnią w Degrassi.
Jest absolwentką Regionalnego Programu Sztuki w Cawthra Park Secondary School. Od 2007 do 2011 roku uczęszczała do University of Guelph w prowincji Ontario.

## Filmografia
| Rok       | Tytuł                     | Rola        | Uwagi                     |
| --------- | ------------------------- | ----------- | ------------------------- |
| 2000      | I Was a Sixth Grade Alien |             | 9 odcinków                |
| 2003–2007 | Degrassi: Nowe pokolenie  | Alex Nuñez  | 42 odcinki, postać główna |
| 2004–2005 | 72 Hours: True Crime      | Lori / Mary | 2 odcinki; różne role     |
| 2007      | Devil’s Diary             | Georgia     | film telewizyjny          |
| 2007      | They Come Back            | Sofia       | film telewizyjny          |
| 2008      | Hooking Up                | Emily Ashby | 10 odcinków               |